# Levan Aroshidze
Levan Aroshidze (9 de julio de 1985; Tiflis, Georgia) es un ajedrecista con el título de Gran Maestro Internacional desde 2006.

## Biografía
Empezó a jugar muy pequeño; con tres años ya sabía mover las piezas, y su primer torneo lo jugó con seis años. Es entrenador de ajedrez en Cataluña, su lugar de residencia actual, actividad que comenzó en Georgia en 2008. También da clases de ajedrez privadas, escribe artículos sobre el tema y realiza vídeos educativos sobre este deporte.
Levan habla cuatro idiomas, inglés, georgiano, ruso y español, y además tiene un máster en Ciencias Sociales.

## Palmarés
- 1995 SubCampeón del mundo sub-10 en Brasil
- 2007 SubCampeón en el Open Internacional Ciutat de Badalona
- 2008 SubCampeón en el Open Internacional Islas Medas
- 2008 SubCampeón Open Internacional de Ajedrez «Villa de Benasque»
- 2008 SubCampeón Open Costa Brava
- 2010 Campeón Open Miquel Mas de Figueras[6]
- 2011 Campeón Open Internacional de Barberá
- 2011 Campeón Open Internacional San Martín[7]
- 2011 SubCampeón Open Miquel Mas de Figueras[8]
- 2012 Campeón Open Internacional Ciutat de Sabadell[9]
- 2013 Campeón Open Internacional Ciutat d'Olot[10]
- 2013 Campeón del Open Internacional Memorial David García Ilundain[11]
- 2014 SubCampeón Open Internacional Ciutat de Sabadell[12]
- 2015 SubCampeón Open Internacional Mollet Del Vallés[13]
- 2015 SubCampeón Open Internacional Miquel Mas de Figueras
- 2015 Campeón Open Internacional Ciutat de Sabadell

## Partida notable
|       |       |       |       |       |       |       |       |    |  |
|       | a8    | b8    | c8    | d8    | e8    | f8    | g8    | h8 |  |
| a7 pd | b7 pd | c7    | d7    | e7    | f7 kd | g7 pd | h7    |    |  |
| a6    | b6    | c6    | d6    | e6    | f6 pd | g6    | h6    |    |  |
| a5    | b5    | c5    | d5 bd | e5 rd | f5 pl | g5    | h5    |    |  |
| a4    | b4    | c4    | d4    | e4    | f4 rl | g4    | h4 pl |    |  |
| a3    | b3 pl | c3 rd | d3    | e3    | f3    | g3 nl | h3    |    |  |
| a2 pl | b2    | c2    | d2    | e2 rl | f2 kl | g2    | h2    |    |  |
| a1    | b1    | c1    | d1    | e1    | f1    | g1    | h1    |    |  |
|       |       |       |       |       |       |       |       |    |  |

Ivan Sokolov vs Levan Aroshidze
Magistral d'escacs Ciutat de Barcelona, Casino Barcelona Masters 2012.
1. d4 Cf6 2. c4 e6 3. Cc3 Ab4 4. e3 O-O 5. Ad3 d5 6. cxd5 exd5 7. Cge2 Te8 8. Ad2 Ad6 9. Tc1 c6 10. O-O Cg4 11. g3 Cf6 12. f3 Cbd7 13. g4 c5 14. De1 cxd4 15. exd4 Cb6 16. Dh4 h6 17. b3 Ad7 18. Rh1 Ch7 19. Df2 Cg5 20. Rg2 Ce6 21. f4 Ac6 22. g5 Aa3 23. Tcd1 Cc5 24. Ab1 Ce4 25. Axe4 dxe4 26. Ae3 Dd6 27. gxh6 Dxh6 28. f5 Dh5 29. d5 Ad7 30. Cg3 Dg4 31. h3 Dh4 32. Td4 Ac5 33. Txe4 Axe3 34. Txh4 Axf2 35. Txf2 Cxd5 36. Cxd5 Ac6 37. Rf1 Axd5 38. Tg4 Tac8 39. Td2 Te5 40. Rf2 Tc3 41. Tf4 f6 42. h4 Rf7 43. Te2 Txg3  0-1